# Стенлитаун (Вирџинија)
Стенлитаун (енгл. Stanleytown) насељено је место без административног статуса у америчкој савезној држави Вирџинија.

## Демографија
По попису из 2010. године број становника је 1.422, што је 93 (-6,1%) становника мање него 2000. године.
| Група             | 2000.         | 2010.         |
| Белци             | 1.290 (85,1%) | 1.240 (87,2%) |
| Афроамериканци    | 39 (2,6%)     | 56 (3,9%)     |
| Азијати           | 0 (0,0%)      | 12 (0,8%)     |
| Хиспаноамериканци | 174 (11,5%)   | 98 (6,9%)     |
| Укупно            | 1.515         | 1.422         |